# Star Trek: Short Treks
Star Trek: Short Treks ist eine US-amerikanische Science-Fiction-Fernsehserie, die im fiktiven Star-Trek-Universum spielt. Die Serie ist als Anthologie-Serie konzipiert und besteht aus Episoden in Kurzfilm-Länge. Die Episoden greifen Personen oder Orte aus den Serien Star Trek: Discovery, Raumschiff Enterprise und Star Trek: Picard auf. Die meisten Folgen sind Realfilm-Folgen, zwei sind animiert.

## Produktion und Veröffentlichung
Von Oktober 2018 bis Januar 2019 veröffentlichte CBS All Access die ersten vier Episoden der Miniserie Short Treks. Jede Episode hat eine Länge von ca. 15 Minuten und beleuchtet eine Figur aus Discovery näher. Wie bereits Star Trek: Discovery waren bis November 2021 auch die Short Treks über Netflix auf Deutsch verfügbar, hatten aber keinen eigenen Eintrag, sondern wurden unter „Trailer und mehr“ im Discovery-Serieneintrag geführt.
Nach der zweiten Staffel von Discovery von Oktober 2019 bis Januar 2020 wurden sechs weitere Short Treks veröffentlicht, zwei davon animiert. Drei Folgen spielen (zumindest teilweise) auf der Enterprise; Rebecca Romijn, Ethan Peck und Anson Mount nehmen wieder ihre Rollen auf. Der letzte Short Trek ist mit Patrick Stewart und bereitet die Serie Star Trek: Picard vor.
Auf der DVD bzw. Blu-ray zur zweiten Staffel von Star Trek: Discovery sind auch die beiden Episoden Runaway und The Brightest Star enthalten, wobei beide Folgen umbenannt wurden.
Im Juni 2020 erschien eine englischsprachige DVD bzw. Blu-ray mit den ersten neun Folgen.
Im Januar 2021 erschien mit der Blu-ray zur ersten Staffel der Serie Star Trek: Picard die Folge Kinder des Mars mit deutschen Untertiteln.
Seit Juli 2023 ist die erste Staffel mit deutschsprachiger Synchronisation bei Paramount+ zu sehen, seit September 2023 auch vier Folgen der zweiten Staffel, die letzten zwei Folgen seit Oktober 2023.

## Besetzung und Synchronisation
Michelle Yeoh, Doug Jones, Mary Wiseman, Rainn Wilson, Rebecca Romijn, Ethan Peck und Anson Mount nahmen ihre Rollen aus Star Trek: Discovery wieder auf. Annabelle Wallis und Aldis Hodge spielen die Hauptrollen in Calypso, Rosa Salazar und H. Jon Benjamin in The Trouble with Edward.
Die deutsche Synchronisation entsteht nach Dialogbüchern von Tobias Neumann und unter der Dialogregie von Oliver Feld durch die Synchronfirma Arena Synchron in Berlin.
| Rollenname                    | Darsteller          | Deutsche Synchronstimme | Episode    |
| ----------------------------- | ------------------- | ----------------------- | ---------- |
| Sylvia Tilly                  | Mary Wiseman        | Friederike Walke        | 1.01       |
| Me Hani Ika Hali Ka Po        | Yadira Guevara-Prip | Kristina Tietz          | 1.01       |
| Siobhan Tilly                 | Mimi Kuzyk          | Sabina Trooger          | 1.01       |
| Discovery-Computerstimme      | Julianne Grossman   | Daniela Hoffmann        | 1.01       |
| Kraft                         | Aldis Hodge         | Torben Liebrecht        | 1.02       |
| Zora                          | Annabelle Wallis    | Marie Bierstedt         | 1.02       |
| Lieutenant Saru               | Doug Jones          | Bernd Vollbrecht        | 1.03       |
| Lieutenant Philippa Georgiou  | Michelle Yeoh       | Arianne Borbach         | 1.03       |
| Siranna                       | Hannah Spear        | Ute Noack               | 1.03       |
| Aradar                        | Robert Verlaque     | Viktor Deiß             | 1.03       |
| Direktor                      | Robert Verlaque     |                         | 2.06       |
| Harry Mudd                    | Rainn Wilson        | Axel Malzacher          | 1.04       |
| Tevrin Krit                   | Harry Judge         | Lutz Schnell            | 1.04       |
| Kopfgeldjägerin               | Barbara Mamabolo    | Franziska Endres        | 1.04       |
| Wärter                        | Dan Abramovici      | Bastian Sierich         | 1.04       |
| Wärterin                      | Myrthin Stagg       | Christina Wöllner       | 1.04       |
| Christopher Pike              | Anson Mount         |                         | 2.01–2.03  |
| Nummer Eins/Una               | Rebecca Romijn      | Alexandra Wilcke        | 2.01, 2.03 |
| Spock                         | Ethan Peck          |                         | 2.01, 2.03 |
| Edward Larkin                 | H. Jon Benjamin     |                         | 2.02       |
| Lynne Lucero                  | Rosa Salazar        |                         | 2.02       |
| Thira Sidhu                   | Amrit Kaur          |                         | 2.03       |
| Erzähler                      | Kirk Thatcher       |                         | 2.04       |
| Computerstimme der Enterprise | Jenette Goldstein   |                         | 2.04       |
| Mike Burnham                  | Kenric Green        |                         | 2.05       |
| junge Michael Burnham         | Kyrie McAlpin       |                         | 2.05       |
| Kima                          | Ilamaria Ebrahim    |                         | 2.06       |
| Lil                           | Sadie Munroe        |                         | 2.06       |
| Kimas Mutter                  | Joy Castro          |                         | 2.06       |
| Lils Vater                    | Jason Deline        |                         | 2.06       |
| Lehrerin                      | Andrea Davis        |                         | 2.06       |
| Sekretärin                    | Alix Krell          |                         | 2.06       |

## Episodenliste

### Staffel 1
| Nr. (ges.) | Nr. (St.) | Deutscher Titel    | Originaltitel      | Erstveröffentlichung USA | Deutschsprachige Erstveröffentlichung (D/A/CH) | Regie               | Drehbuch                     |
| --- | --------- | ------------------ | ------------------ | ------------------------ | ---------------------------------------------- | ------------------- | ---------------------------- |
| 1 | 1         | Runaway            | Runaway            | 4. Okt. 2018             | 17. Jan. 2019                                  | Maja Vrvilo         | Jenny Lumet, Alex Kurtzman   |
| Sylvia Tilly entdeckt eine blinde Passagierin und findet heraus, dass diese eine flüchtige Königin ist. |           |                    |                    |                          |                                                |                     |                              |
| 2 | 2         | Calypso            | Calypso            | 8. Nov. 2018             | 17. Jan. 2019                                  | Olatunde Osunsanmi  | Sean Cochran, Michael Chabon |
| Der autonom weiterentwickelte Schiffscomputer der Discovery rettet den Soldaten Craft 1000 Jahre nach der Serie aus einer Rettungskapsel. Zora, die künstliche Intelligenz der Discovery, beginnt sich in Craft zu verlieben, lässt ihn am Ende jedoch zu seinem Heimatplaneten aufbrechen. |           |                    |                    |                          |                                                |                     |                              |
| 3 | 3         | The Brightest Star | The Brightest Star | 6. Dez. 2018             | 17. Jan. 2019                                  | Douglas Aarniokoski | Bo Yeon Kim, Erika Lippoldt  |
| Saru findet auf seiner Heimatwelt ein defektes Kommunikationsgerät und kann es reparieren. So kommt er als erster Kelpianer zur Föderation. |           |                    |                    |                          |                                                |                     |                              |
| 4 | 4         | Houdini            | The Escape Artist  | 3. Jan. 2019             | 17. Jan. 2019                                  | Rainn Wilson        | Michael McMahan              |
| Harry Mudd ist einem Kopfgeldjäger in die Hände gefallen, der ihn an die Föderation ausliefern will. |           |                    |                    |                          |                                                |                     |                              |

### Staffel 2
| Nr. (ges.) | Nr. (St.) | Deutscher Titel                    | Originaltitel               | Erstveröffentlichung USA | Deutschsprachige Erstveröffentlichung (D/A/CH) | Regie               | Drehbuch                                  |
| --- | --------- | ---------------------------------- | --------------------------- | ------------------------ | ---------------------------------------------- | ------------------- | ----------------------------------------- |
| 5 | 1         | Fragenrunde                        | Q&A                         | 5. Okt. 2019             | 5. Sep. 2023                                   | Mark Pellington     | Michael Chabon                            |
| Spock hat seinen ersten Tag auf der Enterprise. Er bleibt mit Nummer Eins im Turbolift stecken. |           |                                    |                             |                          |                                                |                     |                                           |
| 6 | 2         | Das Problem mit Edward             | The Trouble with Edward     | 10. Okt. 2019            | 5. Sep. 2023                                   | Daniel Gray Longino | Graham Wagner                             |
| Lynne Lucero übernimmt ihr erstes Kommando. Dort trifft sie auf Edward Larkin. Bemerkung: Zu dieser Folge gehört eine Post-Credit-Szene in Form einer schwarzhumorigen Werbung für Tribbles als Menschennahrung (inkl. Haftungsausschluss). |           |                                    |                             |                          |                                                |                     |                                           |
| 7 | 3         | Keine Fragen                       | Ask Not                     | 14. Nov. 2019            | 5. Sep. 2023                                   | Sanji Senaka        | Kalinda Vazquez                           |
| Als Sternenbasis 28 angegriffen wird, kümmert sich Kadett Thira Sidhu um einen meuternden Gefangenen: Captain Christopher Pike von der Enterprise. Pike versucht Sidhu unter Druck zu setzen, ihn freizulassen, aber sie lehnt ab. Pike enthüllt, dass dies ein simulierter Test ist, und bei Bestehen wird Sidhu als Teil der Enterprise-Crew akzeptiert. |           |                                    |                             |                          |                                                |                     |                                           |
| 8 | 4         | Ephraim und Dot                    | Ephraim and Dot             | 12. Dez. 2019            | 31. Okt. 2023                                  | Michael Giacchino   | Anthony Maranville, Chris Silvestri       |
| Ein weibliches Weltraum-Bärtierchen (Tardigrade), das nach einem Ort sucht, an dem es seine Eier ablegen kann, kreuzt den Weg der USS Enterprise und wird von einer Reparaturdrohne namens Dot angegriffen. Bemerkung: Diese Folge ist animiert. |           |                                    |                             |                          |                                                |                     |                                           |
| 9 | 5         | Das Mädchen, das die Sterne machte | The Girl Who Made the Stars | 12. Dez. 2019            | 31. Okt. 2023                                  | Olatunde Osunsanmi  | Brandon Schultz                           |
| Die kleine Michael Burnham wacht in der Nacht auf. Um sie zu beruhigen, erzählt ihr Vater ihr eine Geschichte eines afrikanischen Stammes. Bemerkung: Diese Folge ist animiert. |           |                                    |                             |                          |                                                |                     |                                           |
| 10 | 6         | Kinder des Mars                    | Children of Mars            | 9. Jan. 2020             | 14. Januar 2021                                | Mark Pellington     | Kirsten Beyer, Alex Kurtzman, Jenny Lumet |
| Die Folge handelt von zwei Schülerinnen, deren Eltern auf dem Mars arbeiten. Die beiden drangsalieren sich, was in einer Prügelei endet. Kurz darauf erfahren alle Lehrer und Schüler von einem Angriff auf den Mars. |           |                                    |                             |                          |                                                |                     |                                           |

## Auszeichnungen

### Primetime Emmy Awards
| Jahr | Kategorie                                     | Person                                                                                     | Resultat  |
| ---- | --------------------------------------------- | ------------------------------------------------------------------------------------------ | --------- |
| 2020 | Outstanding Short Form Comedy Or Drama Series | Alex Kurtzman, Heather Kadin, Olatunde Osunsanmi, Frank Siracusa, John Weber, Aaron Baiers | Nominiert |

### Andere Preise
| Preis                         | Jahr | Kategorie                                   | Episode                 | Person                        | Resultat  |
| ----------------------------- | ---- | ------------------------------------------- | ----------------------- | ----------------------------- | --------- |
| Golden Reel Awards            | 2019 | Broadcast Media: Short Form Music / Musical | The Brightest Star      |                               | Gewonnen  |
| Costume Designers Guild Award | 2019 | Excellence in Short Film Design             | The Brightest Star      | Michelle Yeoh/Gersha Phillips | Nominiert |
| Golden Reel Awards            | 2020 | Live Action Under 35:00                     | The Trouble with Edward |                               | Nominiert |